# Куриленко Василь Прокопович
Куриленко Василь (*25 квітня 1903, Короп — †4 червня 1942, Косів) — поет, публіцист, журналіст.
Псевдоніми — Старий Кінь, Кейленк Віллі та ін.

## З біографії
Народився 25 квітня 1903 року у смт. Короп Чернігівської області. Закінчив гімназію, брав участь у національно-визвольній боротьбі. Після поразки емігрував до Чехословаччини. Навчався на математично-природничому відділі Українського високого педагогічного інституту імені М. Драгоманова, в Українській господарській академії. У 1932—1939 роках жив у Мукачеві, був активним членом «Просвіти», брав участь у роботі драматичної студії «Рідна нива». Помер від туберкульозу 4 червня 1942 року у місті Косові Івано-Франківської області.

## Творчий доробок
Численні фейлетони для місцевої Мукачіївської та Ужгородсбкої преси (часописи «Світло», «Земля і Воля», «Український Голос», «Українське Слово» та ін. Публікувався також у «Краківських Вістях» (1940 р.).

## Інтернет-ресурси
- Прапори духа. Життя і творчість Олени Теліги[недоступне посилання з липня 2019]